# Guilmécourt
Guilmécourt település Franciaországban, Seine-Maritime megyében. Lakosainak száma 415 fő (2018. január 1.). Guilmécourt Assigny, Auquemesnil, Brunville, Canehan, Greny, Touffreville-sur-Eu és Tourville-la-Chapelle községekkel határos.

## Népesség
A település népességének változása:
| Lakosok száma | 204  | 185  | 185  | 245  | 240  | 271  | 342  | 377  | 414  | 415  |
|               | 1962 | 1968 | 1975 | 1982 | 1990 | 2008 | 2013 | 2015 | 2017 | 2018 |